# 馬特·米倫
馬特·米倫（Matt Milne，1990年—）是英國的一位演員。他最著名的作品是在戰馬中飾演Andrew Easton角色，以及在唐頓莊園中飾演Alfred Nugent角色。米倫出生在赫里福德。

## 外部連結
- 馬特·米倫在互联网电影资料库（IMDb）上的資料（英文）